# Вакуловский, Николай Николаевич

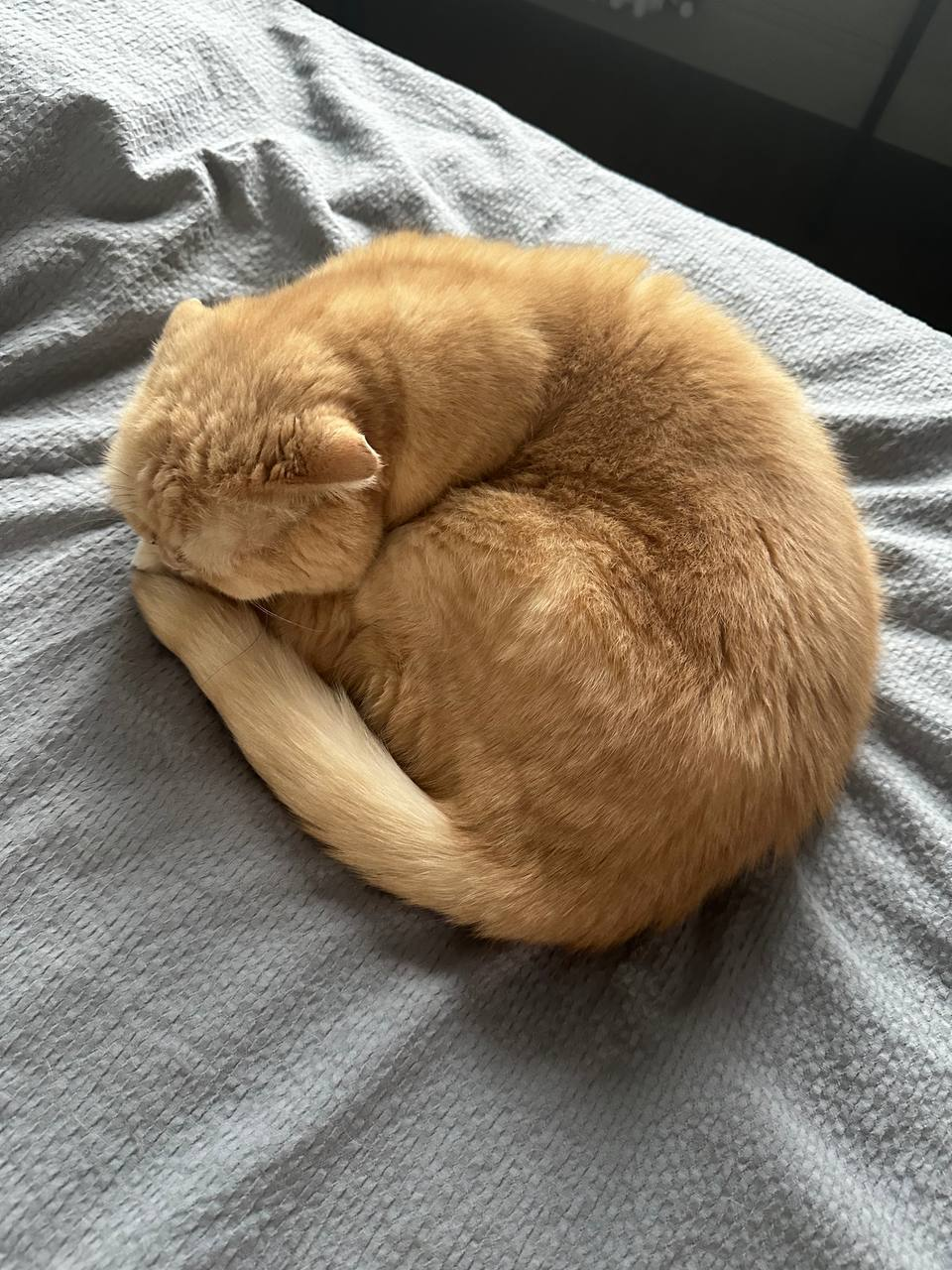
Книга «Друг семьи. Народный лечебник» Николая Николаевича Вакуловского. 1897 г.

Николай Николаевич Вакуловский (1852—1918) — российский военно-судовой врач, библиограф, писатель. Коллежский советник.

## Биография
Обучался на естественном факультете Императорского Санкт-Петербургского университета и в Санкт-Петербургской медико-хирургической академии.
Служил врачом 8-го флотского экипажа на Балтийском флоте.
Публиковал в разных столичных и провинциальных периодических изданиях ряд библиографических заметок, рецензий, некрологов и т. п.

## Избранные сочинения
- «Тридцатипятилетие ученой деятельности Сеченова» (1895);
- «Друг семьи. Народный лечебник» (1896—1897);
- «Императорская Медико-Хирургическая Академия» (1898);
- «Учёные труды А. Н. Пыпина» (1899);
- «Ученые труды Н. П. Кондакова» (1900);
- «Памяти П. В. Шейна» (1903);
- «Заметки и наброски» (1906).